# Pančićev vrh
Der Pančićev vrh (serbisch-kyrillisch Панчићев врх, zu Deutsch Pančićs Gipfel) ist mit 2017 m die höchste Erhebung des Kopaonik in Südserbien unmittelbar auf der Grenze zwischen Zentralserbien und dem Kosovo. Am Pančićev vrh befindet sich die größte und modernste Skianlage Serbiens. Auf dem Gipfel selbst befindet sich ein Mausoleum zum Gedenken an den serbischen Botaniker Josif Pančić. Er erkundete als erster das Kopaonik-Gebirge und so wurde der höchste Gipfel dieses Gebirges am 7. Juli 1951 nach ihm benannt. Davor hieß der Berg Milanov vrh. Das Mausoleum wurde während des Kosovokrieges 1999 bei einem Bombenangriff von NATO-Flugzeugen beschädigt.